# Дін Фурман
Дін Фурман (англ. Dean Furman, нар. 22 червня 1988, Кейптаун) — південноафриканський футболіст, півзахисник англійського клубу «Карлайл Юнайтед» і національної збірної ПАР.

## Клубна кар'єра
Народився 22 червня 1988 року в Кейптауні. Вихованець юнацьких команд англійського «Челсі» та шотландського «Рейнджерс».
У дорослому футболі дебютував 2007 року виступами за головну команду останнього клубу, за яку, утім, провів лише один матч, після чого був відданий в оренду до  «Бредфорд Сіті» з четвертого англійського дивізіону.
2009 року став гравцем команди третього англійського дивізіону «Олдем Атлетик», кольори якого захищав протягом трьох з половиною сезонів. Згодом два з половиною роки кар'єри присвятив виступам за «Донкастер Роверз».
Протягом 2015—2020 років грав на батьківщині за «Суперспорт Юнайтед», після чого повернувся до Англії, де приєднався до «Карлайл Юнайтед», команди четвертого англійського дивізіону.

## Виступи за збірну
2012 року дебютував в офіційних матчах у складі національної збірної ПАР.
У складі збірної був учасником Кубка африканських націй 2013 року у ПАР, Кубка африканських націй 2015 року в Екваторіальній Гвінеї та Кубка африканських націй 2019 року в Єгипті.

## Титули і досягнення
- Володар Кубка Шотландії (1):

«Рейнджерс»: 2007-2008
- Володар Кубка шотландської ліги (1):

«Рейнджерс»: 2007-2008